# Чесна гра (фільм)
«Чесна гра» — фільм 2006 року.

## Зміст
Психологія великого бізнесу із досягнення успіху народжує жорстоку конкуренцію серед менеджерів вищої ланки у великій компанії і створює атмосферу напруги в колективі. Боси та їхні підлеглі у вихідні влаштовують між собою змагання з різних видів спорту. Невинний, здавалося б, «корпоратив» на свіжому повітрі на тлі драфтінгу з плаванням і скелелазінням виявляється насправді їдкою метафорою трудових відносин у сучасному капіталістичному суспільстві. Коли директор сам стає об'єктом інтриг, він, щоб врятувати своє становище, перетворює цей похід у спосіб шантажу для вирішення власних проблем.